# Thysanocrepis
Thysanocrepis là một chi bướm đêm thuộc phân họ Olethreutinae trong họ Tortricidae.

## Các loài
- Thysanocrepis celebensis Diakonoff, 1975
- Thysanocrepis crossota (Meyrick, 1911)